# Octobre 2024
Cette page présente les faits marquants du mois d'octobre 2024.

## Événements
- Annonce de la découverte des ruines d’une ville maya, surnommée Valeriana, à Campeche, au Mexique.
- 14 septembre au 6 octobre : 10e édition de la Coupe du monde de futsal en Ouzbékistan.
- 1er octobre :
  - Shigeru Ishiba devient Premier ministre du Japon ;
  - l'Iran attaque Israël en réplique aux assassinats des chefs du Hamas et du Hezbollah ;
  - l'armée israélienne commence des opérations terrestres au Liban du Sud ;
  - sept personnes sont tuées, et neuf autres blessées, dans une attaque armée à Jaffa, en Israël[1] ;
  - Mark Rutte succède à Jens Stoltenberg à la tête de l'OTAN.
- 2 octobre :
  - des frappes de Tsahal font 32 morts dans le sud de Gaza[2] ;
  - au moins 11 personnes sont tuées, lors d'une double attaque des rebelles des Forces démocratiques alliées (ADF), dans le territoire de Lubero, en province du Nord-Kivu, en République démocratique du Congo[3].
- 3 octobre :
  - le Royaume-Uni et l'île Maurice annoncent conjointement qu'un accord est conclu pour résoudre le différend, la souveraineté du territoire britannique de l'océan Indien étant transférée à l'île Maurice en échange du maintien par le Royaume-Uni et les États-Unis du contrôle pendant les 99 prochaines années de la base militaire de Diego Garcia, la plus grande île du territoire[4] ;
  - au moins 115 personnes sont tuées lors de fusillades à Pont-Sondé à Haïti lors d'une attaque d'un gang[5],[6] ;
  - au moins 78 personnes sont tuées lorsqu'un bateau chavire sur le lac Kivu, en République démocratique du Congo[7].
- 4 octobre : quatorze personnes sont tuées, lors d'inondations et de glissements de terrain à Jablanica, en Bosnie-Herzégovine[8].
- 5 octobre : 
  - au moins 31 rebelles naxalites sont tués, après une fusillade avec des soldats indiens dans la forêt d'Abujhmad, au Chhattisgarh, en Inde[9] ;
  - le navire océanographique HMNZS Manawanui de la Royal New Zealand Navy fait naufrage après avoir percuté un récif près de l'île d'Upolu dans les Samoa. Les 75 membres d'équipage et passagers ont pu évacuer[10].
- 6 octobre :
  - élections municipales au Brésil ;
  - référendum au Kazakhstan ;
  - élection présidentielle en Tunisie, Kaïs Saïed est réélu ;
  - au moins 26 personnes sont tuées dans des frappes de Tsahal, contre une mosquée et une école abritant des Palestiniens déplacés, qui visait des militants du Hamas à Deir el-Balah, dans la bande de Gaza[11].
- 7 octobre :
  - le prix Nobel de physiologie ou médecine est attribué à Victor Ambros et Gary Ruvkun pour leurs travaux sur les micro-ARN ;
  - dix personnes sont tuées, et un nombre d'autres sont portées disparues, lors de l'effondrement d'une mine dans la province centrale en Zambie[12].
- 8 octobre : le prix Nobel de physique est attribué à John Hopfield et Geoffrey Hinton pour leurs travaux sur l'apprentissage automatique.
- 9 octobre :
  - élections législatives et élection présidentielle au Mozambique ;
  - le prix Nobel de chimie est attribué à David Baker, Demis Hassabis et John M. Jumper pour leurs travaux sur les protéines ;
  - en atteignant la cime du Shishapangma, le Sherpa népalais Nima Rinji Sherpa devient la plus jeune personne à avoir gravi les 14 sommets de plus de 8 000 mètres d'altitude, à 18 ans[13] ;
- 10 octobre : le prix Nobel de littérature est attribué à Han Kang.
- 11 octobre :
  - le prix Nobel de la paix est attribué à Nihon Hidankyo, une organisation japonaise de survivants des bombardements atomiques d'Hiroshima et de Nagasaki ;
  - un avion Air Tractor AT-502B utilisé comme bombardier d'eau s'écrase près de Ouro Preto dans l'État brésilien du Minas Gerais entrainant la mort de son pilote ; un hélicoptère Airbus Helicopters H145 du Service des incendies de Minas Gerais envoyé en mission de secours s'écrase ensuite sur une chaîne de montagnes[14]. Les six occupants, quatre pompiers, une infirmière et un médecin, sont tués[15] ;
  - au moins 20 Palestiniens sont tués, et des dizaines d'autres blessés par des frappes aériennes israéliennes sur le camp de Jabalia à Gaza[16].
- 12 octobre : au moins 22 personnes sont tuées après des frappes aériennes de Tsahal le nord de Gaza[17].
- 13 octobre : 
  - élections législatives en Lituanie :
  - élections communales et provinciales en Belgique.
- 14 octobre :
  - l'armée de l’air russe lance 25 frappes dans le gouvernorat d'Idleb tenue par l'opposition syrienne puis, le 15 octobre, 11 frappes dans les gouvernorats de Lattaquié, d'Idlib et de Hama, mettant hors service entre autres une centrale électrique, dans le cadre de l'intervention militaire de la Russie en Syrie[18]. Le bilan est d'une trentaine de tués et de dizaines de blessés[19] ;
  - à la suite de la crise diplomatique déclenchée par l’assassinat de Hardeep Singh Nijjar, l'Inde et le Canada expulsent chacun leur ambassadeur et cinq autres diplomates de haut rang[20] ;
  - au moins dix personnes sont tuées, par des tirs d'artillerie israéliens dans un centre de distribution de nourriture du camp de réfugiés de Jabalia, dans le nord de Gaza[21] ;
  - le prix de la Banque de Suède en sciences économiques en mémoire d'Alfred Nobel est attribué à Daron Acemoğlu, Simon Johnson et James A. Robinson.
- 15 au 20 octobre : 44e édition des championnats d'Europe de tennis de table en Autriche.
- 16 octobre : 
  - au moins 153 personnes sont tuées[22] et 140 autres blessées lorsqu'un camion-citerne se renverse puis explose dans l'État de Jigawa, au Nigeria[23] ;
  - des bombardiers Northrop B-2 Spirit de l'US Air Force sont employés pour détruire 5 installations souterraines de stockage d'armes Houthi au Yémen dans le cadre d'une opération combinée avec l’US Navy durant la crise de la mer Rouge[24] ;
  - Mort de Yahya Sinwar, chef du Hamas depuis le 6 août 2024, lors d'une fusillade contre l'armée israélienne.
- 18 octobre : coupure générale d'électricité à Cuba[25] ; la situation est en cours de rétablissement au 23 octobre.
- 19 octobre : 
  - destruction du satellite de télécommunications Intelsat 33e (en) d'Intelsat en orbite géostationnaire[26].
  - au moins 33 personnes sont tuées dans une frappe aérienne de Tsahal dans le camp de réfugiés de Jabalia, dans le nord de la bande de Gaza[27].
- 20 octobre : élection présidentielle et référendum sur l'adhésion à l'Union européenne en Moldavie.
- 21 octobre au 1er novembre : conférence de Cali sur la biodiversité (COP 16) en Colombie.
- 21 octobre :
  - au Portugal, La Polícia de Segurança Pública tire sur un homme d'origine capverdienne à Amadora provoquant la mort d'Odair Moniz, ce qui entraîne de violentes manifestations dans la région de Lisbonne[28] ;
  - sept personnes sont tuées et cinq blessées lors d'une fusillade de masse dans un camp de travailleurs du bâtiment près de Sonamarg, dans l'État de Jammu-et-Cachemire sous contrôle indien[29] ;
  - les Forces de soutien rapide abattent à al-Malha, au nord du Darfour, un avion de transport Iliouchine Il-76, tuant l'équipage de 5 personnes dont 2 Russes - dont un trafiquant d'armes anciennement associé à Victor Bout, et 3 officiers de l'armée soudanaise dans le cadre de la guerre civile soudanaise. Les circonstances restent floues au 25 octobre, l'appareil appartenait la compagnie kirghize New Way Cargo participant à un pont aérien des Émirats arabes unis ravitaillant cette faction mais la compagnie déclare que le contrat de location s'est terminé en janvier 2024[30]. Il semble qu'il opère depuis pour les Forces armées soudanaises[31].
- 22 octobre :
  - l'Irak annonce avoir tué 9 membres de l'État islamique dont Jassim al-Mazrouei, connu sous le nom d'Abou Abdel Qader, le chef de l’organisation terroriste dans ce pays depuis moins d'un an[32] ;
  - au moins quinze personnes sont tuées dans une frappe de drone de Tsahal sur Beit Lahia, dans le nord de la province de Gaza[33] ;
  - au moins 31 personnes sont tuées dans une frappe aérienne de l'armée soudanaise, sur une mosquée, à Wad Madani, dans le centre du Soudan[34];
  - le petit astéroïde 2024 UQ se désintègre dans l'atmosphère terrestre au-dessus de l'océan Pacifique, entre la Californie et Hawaï, devenant le dixième astéroïde détecté et suivi dans l'espace avant sa chute sur Terre.
- 22 au 24 octobre : 16e sommet des BRICS à Kazan en Russie.
- 23 octobre :
  - un attentat visant le siège de Turkish Aerospace Industries, à Kahramankazan, Ankara en Turquie, fait 7 morts et 22 blessés ;
  - les frappes aériennes de Tsahal à Gaza font 42 morts[35].
- 24 au 25 octobre : la tempête tropicale Trami frappe l'île de Luçon et fait un minimum d'une centaine de morts et 36 disparus aux Philippines[36].
- 24 octobre  : 
  - au moins 17 personnes sont tuées dans une frappe aérienne israélienne contre une école du camp de réfugiés de Nuseirat[37] ;
  - un hélicoptère Sikorsky S-76C+, exploité par East Wind Aviation et affrété par la Nigerian National Petroleum Corporation, s'abime en mer au large de Port Harcourt dans le Golfe de Guinée alors qu'il se dirigeait vers une unité flottante de production, de stockage et de déchargement. Les huit personnes à bord sont mortes[38].
- 26 octobre :
  - élections législatives en Géorgie ;
  - Israël frappe l'Iran en représailles à l'attaque de ce dernier.
  - au moins 124 personnes sont tuées lorsque les Forces de soutien rapide attaquent plusieurs villages de l'État d'Al-Jazirah, au Soudan[39].
- 27 octobre :
  - élections législatives en Bulgarie ;
  - élections législatives au Japon, le PLD au pouvoir perd sa majorité parlementaire pour la première fois depuis 2009 ;
  - élections législatives en Ouzbékistan ;
  - élections générales et référendum constitutionnel en Uruguay ;
  - à Cochabamba, en Bolivie, un commando de six hommes tente d'assassiner l'ancien président Evo Morales, qui s'en sort indemne mais dont le chauffeur est blessé[40].
- 27 et 28 octobre : une quarantaine de soldats tchadiens sont tués lors d'une attaque de Boko Haram, à la frontière entre le Nigeria et le Tchad[41].
- 28 au 31 octobre : 73e édition des championnats du monde de lutte en Albanie.
- 28 octobre : début des manifestations post-électorales en Géorgie.
- 28 octobre au 3 novembre : 52e édition du Tournoi de tennis de Paris-Bercy.
- 29 octobre :
  - Naïm Qassem est nommé secrétaire général du Hezbollah[42] ;
  - Tsahal attaque Beit Lahia, dans le nord de Gaza, tuant au moins 93 Palestiniens[43].
  - en Espagne, des inondations catastrophiques dans la Communauté valencienne font plus de 200 morts et de lourds dégâts, notamment dans les villes autour de Valence.
- 30 octobre : élections générales au Botswana.